# Marie Gabriel Louis Texier d'Hautefeuille
Pour les articles homonymes, voir Texier, Famille d'Hautefeuille, Famille Texier d'Hautefeuille et Hautefeuille.
 (mai 2014).
Si vous disposez d'ouvrages ou d'articles de référence ou si vous connaissez des sites web de qualité traitant du thème abordé ici, merci de compléter l'article en donnant les références utiles à sa vérifiabilité et en les liant à la section « Notes et références ».
Marie Gabriel Louis Texier d'Hautefeuille, dit le Commandeur d'Hautefeuille, né vers 1735 et décédé le 7 décembre 1816 à Chalon-sur-Saône.
Il est l'arrière petit neveu d'Étienne Texier d'Hautefeuille.
Il est présenté de minorité dans l'Ordre de Saint-Jean de Jérusalem le 23 juillet 1735, chevalier de Malte puis commandeur de Beauvais-en-Gâtinais en 1775.